# Scolopia heterophylla
Scolopia heterophylla är en videväxtart som först beskrevs av Jean-Baptiste de Lamarck, och fick sitt nu gällande namn av Herman Otto Sleumer. Scolopia heterophylla ingår i släktet Scolopia och familjen videväxter. Utöver nominatformen finns också underarten S. h. sechellensis.